# Chorinaeus spicatus
Chorinaeus spicatus là một loài tò vò trong họ Ichneumonidae.